# 獨立廣場 (明斯克)

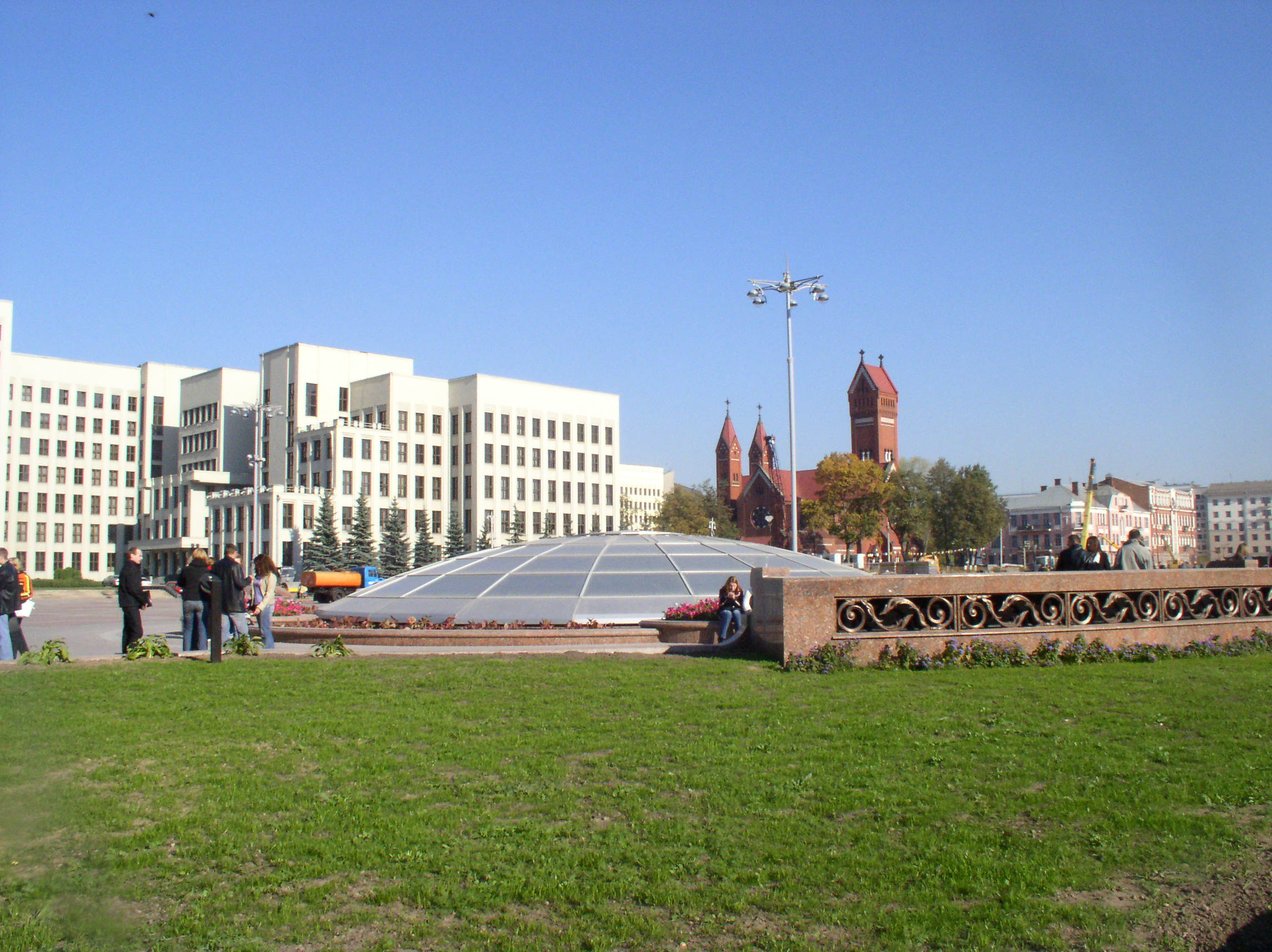
獨立廣場

獨立廣場（白俄羅斯語：Плошча Незалежнасці，俄羅斯語：Площадь независимости）是白俄羅斯首都明斯克的一個廣場，也是獨立大道上的地標之一。白俄羅斯最高蘇維埃和明斯克市政廳位於獨立廣場。在蘇聯時期，該廣場曾名為列寧廣場。現在獨立廣場是歐洲最大的廣場之一。